# Centro do Patrimônio Nativo do Alasca
O Centro do Patrimônio Nativo do Alasca (Alaska Native Heritage Center) é uma instituição educacional e cultural para todos os habitantes do Alasca, localizada em Anchorage, no Alasca . O centro foi inaugurado em 1999. O Centro do Patrimônio Nativo do Alasca compartilha a herança dos 11 principais grupos culturais do Alasca. Esses 11 grupos são o povo Athabaskan, povo Eyak, povo Tlingit, povo Haida, povo Tsimshian, povo Unangax ( Aleut ), povo Alutiiq, Yup'ik, Cup'ik, Yupik siberiano e Inupiaq . 
O Centro do Patrimônio Nativo do Alasca, localizado a dezesseis quilômetros do centro de Anchorage, está situado em 26 acres arborizados. O local oferece aos visitantes a oportunidade de experimentar demonstrações de dança nativa do Alasca, jogos nativos e narrativas tradicionais. O Salão das Culturas oferece exposições rotativas, atividades artesanais para a família e artesanato e obras de arte criadas por artistas nativos do Alasca. O teatro apresenta filmes rotativos, incluindo um documentário produzido pelo Centro do Patrimônio Nativo do Alasca, intitulado "Stories Given, Stories Shared". Do lado de fora, os visitantes podem visitar os locais da vila, que consistem em seis habitações nativas em tamanho natural ao redor do Lago Tiulana. As seis habitações representam os modos de vida únicos praticados pelos Athabascan, Inupiaq/St. Ilha Lawrence Yupik, Yup'ik/Cup'ik, Aleut, Alutiiq e os povos Eyak, Tlingit, Haida e Tsimshian. Jovens estagiários conduzem muitos passeios pelos locais da vila, que também incluem artefatos para uso na vida cotidiana. 
O  Centro do Patrimônio Nativo do Alasca é a única organização estadual que representa todas as culturas nativas do Alasca.  A organização sem fins lucrativos é operada por nativos do Alasca e é uma das poucas organizações artísticas tribais não afiliadas dirigidas por indígenas. 